# Tsuyoshi Tane
Pour les articles homonymes, voir Tane.
 (septembre 2022).
La mise en forme du texte ne suit pas les recommandations de Wikipédia : il faut le « wikifier ».
Les points d'amélioration suivants sont les cas les plus fréquents. Le détail des points à revoir est peut-être précisé sur la page de discussion.
- Les titres sont pré-formatés par le logiciel. Ils ne sont ni en capitales, ni en gras.
- Le texte ne doit pas être écrit en capitales (les noms de famille non plus), ni en gras, ni en italique, ni en « petit »…
- Le gras n'est utilisé que pour surligner le titre de l'article dans l'introduction, une seule fois.
- L'italique est rarement utilisé : mots en langue étrangère, titres d'œuvres, noms de bateaux, etc.
- Les citations ne sont pas en italique mais en corps de texte normal. Elles sont entourées par des guillemets français : « et ».
- Les listes à puces sont à éviter, des paragraphes rédigés étant largement préférés. Les tableaux sont à réserver à la présentation de données structurées (résultats, etc.).
- Les appels de note de bas de page (petits chiffres en exposant, introduits par l'outil «  Source ») sont à placer entre la fin de phrase et le point final[comme ça].
- Les liens internes (vers d'autres articles de Wikipédia) sont à choisir avec parcimonie. Créez des liens vers des articles approfondissant le sujet. Les termes génériques sans rapport avec le sujet sont à éviter, ainsi que les répétitions de liens vers un même terme.
- Les liens externes sont à placer uniquement dans une section « Liens externes », à la fin de l'article. Ces liens sont à choisir avec parcimonie suivant les règles définies. Si un lien sert de source à l'article, son insertion dans le texte est à faire par les notes de bas de page.
- La présentation des références doit suivre les conventions bibliographiques. Il est recommandé d'utiliser les modèles {{Ouvrage}}, {{Chapitre}}, {{Article}}, {{Lien web}} et/ou {{Bibliographie}}. Le mode d'édition visuel peut mettre en forme automatiquement les références.
- Insérer une infobox (cadre d'informations à droite) n'est pas obligatoire pour parachever la mise en page.

Pour une aide détaillée, merci de consulter Aide:Wikification.
Si vous pensez que ces points ont été résolus, vous pouvez retirer ce bandeau et améliorer la mise en forme d'un autre article.
Tsuyoshi Tane (田根 剛, Tane Tsuyoshi) est un architecte japonais né en 1979 à Tokyo. Il vit et travaille à Paris. Il crée son agence d'architecture ATTA - Atelier Tsuyoshi Tane Architects.

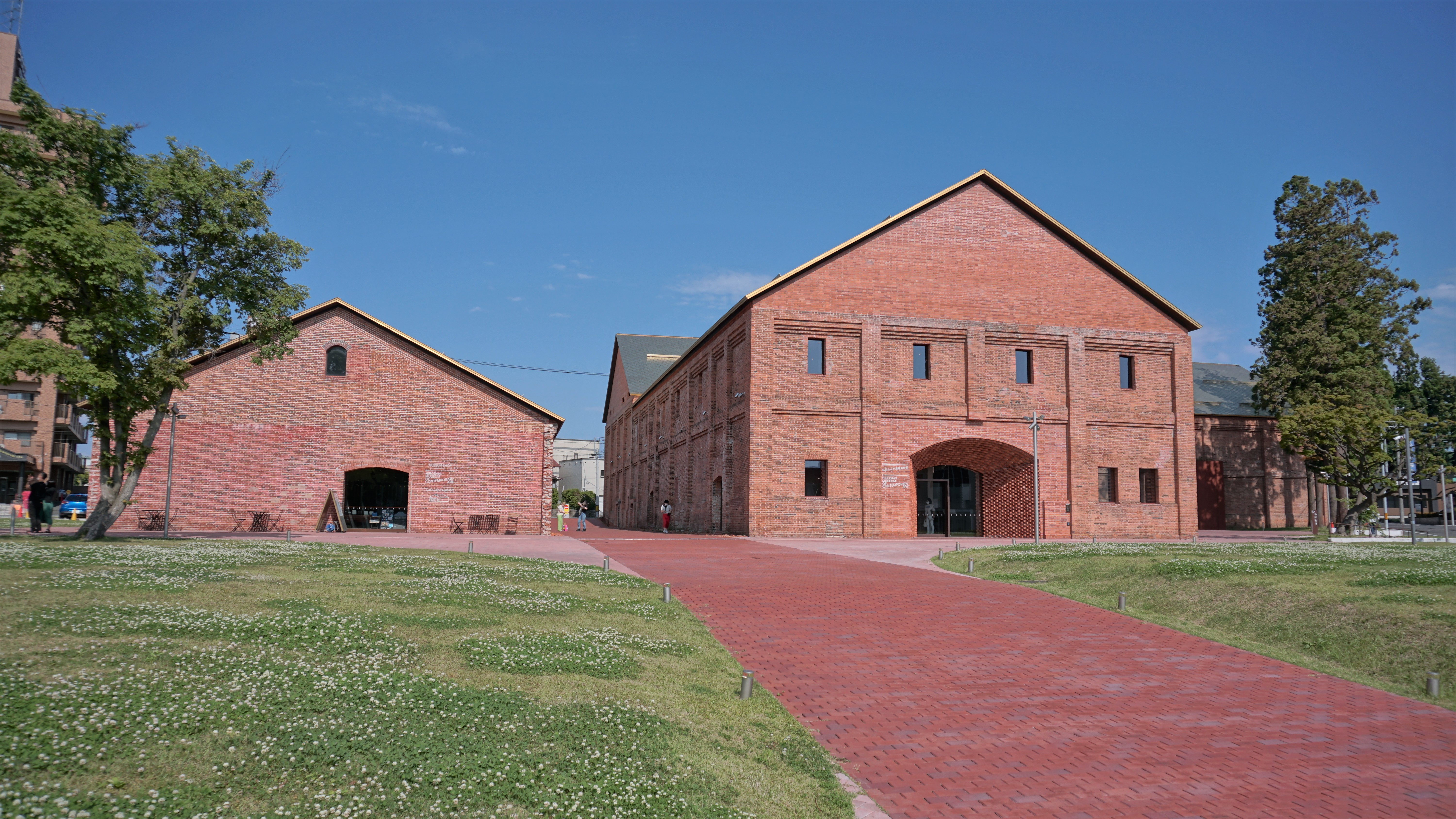
Musée d'Art Contemporain de Hirosaki

Il a été décoré de la Médaille de l'Ordre des Arts et des Lettres - Chevalier en 2022 par le ministère français de la culture, et a reçu le Grand Prix AFEX de l’architecture française dans le monde pour le Musée national estonien en 2016 et pour la deuxième fois pour le Musée d'art contemporain Hisosaki en 2021, ainsi que la Médaille de  l'Académie d'Architecture Française, Prix Dejean. Il est chargé de cours à l'école d'ingénierie et de sciences appliquées de l'Université Columbia New York / Paris, entre 2012 et 2018.
Avant de fonder son agence ATTA, il a cofondé DGT (Dorell Ghotmeh Tane / Architects (d)) de 2006 à 2016 avec Dan Dorell et Lina Ghotmeh.

## Principales réalisations

### Architectures
2023
- Vitra - Tane Garden House, Weil am Rhein, Allemagne

2021
- Musée de la Collection Al Thani - Hôtel de la Marine, Paris[2]

2018

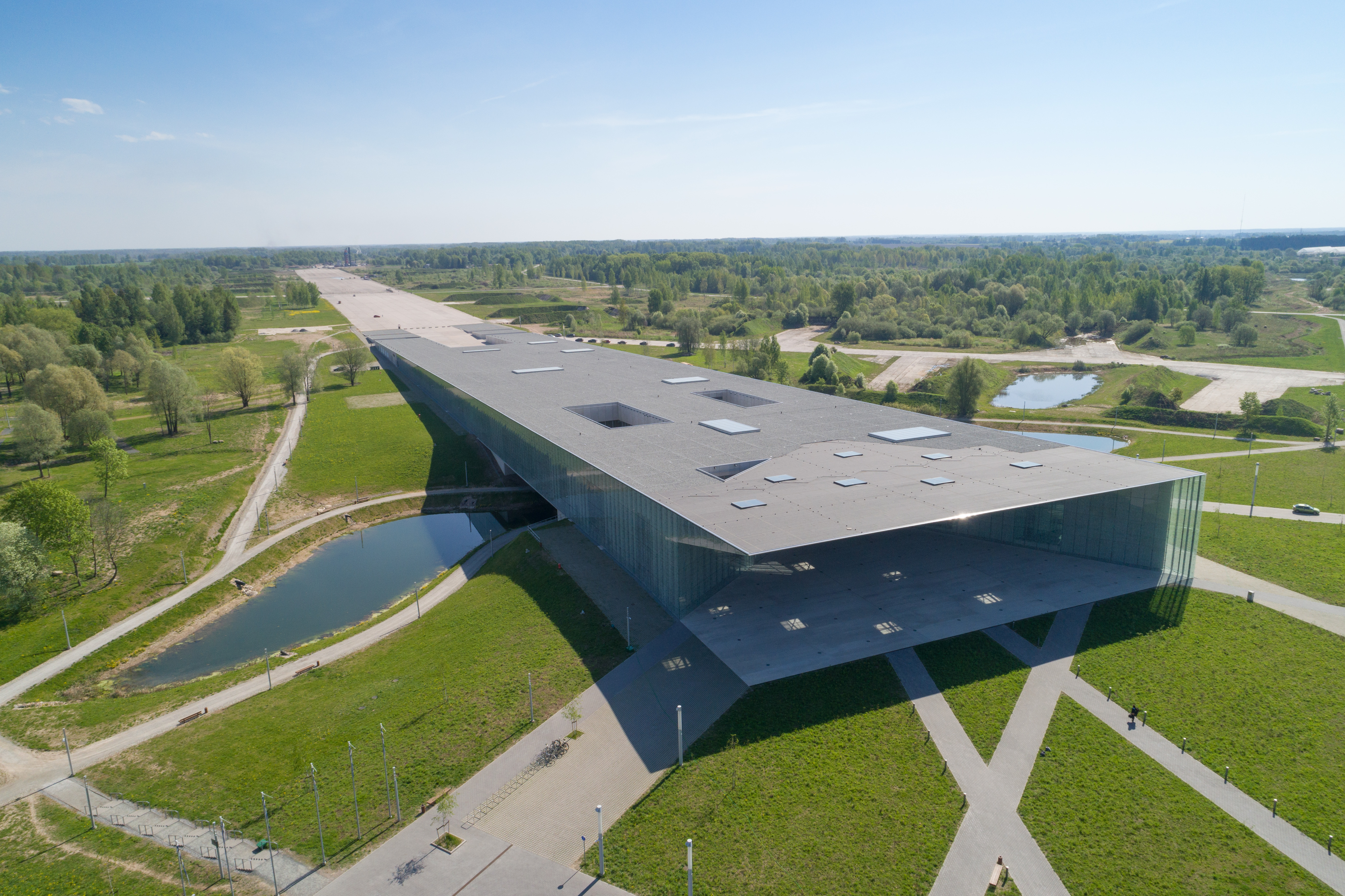
Par Arp Karm — Eesti Rahva Muuseum, CC BY-SA 4.0,

- Todoroki House in Valley, Tokyo, Japon
- Restaurant GYRE.FOOD, Tokyo, Japon

#### Expositions
- 2021 Archaeology of the Future, S AN - Suisse Architecture Museum, Bâle, Suisse
- 2019 Archaeology of the Future, Japan House São Paulo
- 2018 Archaeology of the Future, Tokyo Opera City Art Gallery & TOTO Gallery MA

#### Scénographies
- 2021 Florae, exposition de Van Cleef and Arpels, Paris, France[3]